# Jacek Malczewski
Jacek Malczewski (Radom, 15 luglio 1854 – Cracovia, 8 ottobre 1929) è stato un pittore polacco, rappresentante del simbolismo nel XIX e XX secolo.
Fu uno dei più celebrati pittori del simbolismo polacco, riuscendo a coniugare con successo i temi sociali e quelli nazionali con lo stile pittorico che era più in voga in quegli anni.

## Biografia
Jacek Malczewski nacque a Radom, città che faceva parte del "Congresso Polacco" controllato dall'impero Russo, e crebbe in una famiglia nobile decaduta. Suo padre Janusz era un patriota polacco e un attivista sociale che introdusse il figlio nel mondo della letteratura romantica ispirata dalla rivolta di Novembre. Ed era anche membro del Clan Tarnawa. Sua madre era una Szymanowska, cugina di Théodore Korwin Szymanowski. Spesso, infatti, la famiglia si recava in visita nella proprietà degli Szymanowski a Cygów.
Se i primi maestri di Jacek furono i suoi genitori, dall'età di 13 anni, lo inviarono a pensione dallo zio Feliks Korwin Szymanowski nella sua tenuta. Costui si adoperò affinché il giovane nipote apprezzasse le bellezze del paesaggio polacco ed il folklore locale ed invitò anche il futuro scrittore Adolf Dygasiński, affinché Jacek beneficiasse di tale contatto culturale.
Nel 1871, Jacek partì per Cracovia, dove frequentò il liceo ed assistette, come uditore, ai corsi della Scuola di belle arti (che più tardi diventerà l'Accademia di belle arti) e iniziò la sua educazione artistica nel 1872 sotto l'occhio attento di Leon Piccard. Le sue prime vere lezioni di arte cominciarono lo stesso anno nell'atelier di Władysław Łuszczkiewicz. L'anno seguente (1873), esaminato dal direttore della Scuola Jan Matejko, fu inserito ufficialmente nei Corsi e studiò con Łuszczkiewicz, Feliks Szynalewski e Florian Cynk. Jan Matejko, fu il primo ad accorgersi del talento del ragazzo e lo incoraggiò a dedicarsi allo studio delle arti e quindi a concludere i suoi studi all'École des beaux-arts di Parigi nell'atelier di Henri Lehmann. Jacek frequentò contemporaneamente anche l'Académie Suisse.
Nonostante le notevoli differenze estetiche fra Malczewski e Matejko, il giovane Jaczek fu molto influenzato dalle pitture storiche del suo maestro, ricche di metafore neo-romantiche e di temi patriottici. E nel 1879, Malczewski seguì e concluse anche un corso superiore di composizione tenuto dallo stesso Matejko. Malczewski fu ugualmente influenzato dalle composizioni drammatiche di Artur Grottger, primo pittore polacco romantico. I suoi studi compiuti sotto la direzione di Matejko terminarono nel 1879.

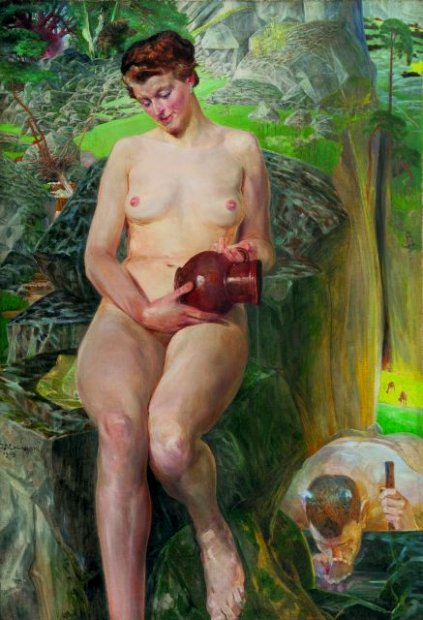
Ritratto di Maria Bal

Nel 1896 Malczewski tornò a Cracovia,  ma questa volta come docente di Belle arti. Insegnò per un primo periodo dal 1896 al 1900, quindi dal 1912 al 1921, e nel 1912 fu eletto Rettore dell'Accademia di belle arti..In questi anni aderì alla confraternta degli artisti di Cracovia, la Sztuka (L'arte).
.
Durante trent'anni, dal 1885 al 1916, Malczewski visitò regolarmente Parigi, Monaco di Baviera e Vienna. Prese anche parte a spedizioni archeologiche organizzate dal suo amico Karol Lanckoroński, documentando i ritrovamenti con i suoi disegni dettagliati. La sua ispirazione, dunque, attinge ad un'ampia gamma di temi, spesso esotici o anche biblici, ma, quasi inavvertitamente, egli trasferì questi temi nel folklore polacco, nella tradizione e nello spirito della sua espressione pittorica personale.
Malczewski sposò Maria Garlewska, dalla quale ebbe un figlio, Rafał Malczewski, nato nel 1892, anch'egli pittore, che, dopo la morte del padre, vendette tutte le sue opere al Museo nazionale di Varsavia prima della Seconda guerra mondiale, per poi stabilirsi nel Canada a Montréal.
È opinione comune che il soggetto dei numerosi studi di nudo di Malczewski fosse una certa Maria Bal, il cui vero nome era Maria Brunicka, e che costei sia stata per lungo tempo la sua amante.
Jacek Malczewski morì a Cracovia l'8 ottobre del 1929, all'età di 75 anni. Fu sepolto a Cracovia, nella chiesa detta Skałka, il Pantheon nazionale polacco.

## L'opera
In un primo tempo Malczewski dipinse scene di genere campestre e quadri storici realizzati secondo l'espressione romantica. La sua tavolozza, dalle tinte scure, tradisce l'influenza di Artur Grottger. Nel 1890 si accostò al simbolismo, pur restando fedele alla sua ispirazione di pittore storico. Dipinse, in particolare, Śmierć Ellenai (La Mort d'Ellenai, 1883), Wigilia na Syberii (La vigilia di Natale in Siberia, 1892), Melancholia (Malinconia, 1890–1894) e Błędne koło (Il circolo vizioso, 1895–1897). Le sue tele evocano spesso la musica: Muzyka (La Musica, 1902), Nieznana nuta (Nota sconosciuta, 1902), Moja piesn (Il mio canto, 1904); la morte (Smierc, 1902, Thanatos, 1898) e l'immortalità (Zmartwychwstanie - Niesmiertelnosc, 1900). Ci ha comunque lasciato anche numerosi autoritratti impregnati di una sottile auto-ironia.
Nonostante i numerosi soggiorni all'estero, in Francia, Germania, Austria, Grecia, Turchia e Italia, Malczewski rimase ancorato allo stile dell'arte polacca e al folklore del suo Paese. Agli inizi del XX secolo, egli divenne una delle figure più rappresentative del movimento Giovane Polonia.
Jacek Malczewski è considerato il padre del simbolismo polacco. Nelle sue espressioni creative egli riuscì a fondere lo stile dominante con i temi storici polacchi (martyrdom), con gli ideali romantici dell'indipendenza, con le tradizioni greche e cristiane e con la mitologia popolare, così come con la sua passione per l'ambiente naturale. Le sue opere ruotano attorno a diversi temi accuratamente selezionati, ripresi e ampliati costantemente da una mitologia colma di simboli nazionali.
E la sua fervida immaginazione lo portò a divenire la libera e creativa voce di nuove concezioni estetiche che definivano la scuola simbolista polacca.
L'arte di Malczewski è stata paragonata a quella del francese Gustave Moreau, dello svizzero Arnold Böcklin, e anche dello spagnolo Salvador Dalí. Le sue opere ricevettero alti riconoscimenti nelle esposizioni internazionali, inclusa Berlino nel 1891, Monaco nel 1892, e Parigi nel 1900.

## Opere principali
- 1883 - Śmierć Ellenai      (La morte di Ellenai)
- 1892 - Wigilia na Syberii  (Vigilia di Natale in Siberia)
- 1890–1894 - Melancholia    (Malinconia)
- 1895–1897 - Błędne koło    (Il circolo vizioso)
- 1898 - Thanatos I
- 1903 - Hamlet polski. Portret Aleksandra Wielopolskiego    (L'amleto polacco. Ritratto di Alessandro Wieloposki)
- 1905–1906 - cykl Zatruta studnia        (ciclo del "Pozzo avvelenato")
- 1907 - Autoportret w jakuckiej czapce   (Autoritratto con vaso di giacinti)
- 1909 - Chrystus i Samarytanka           (Cristo e la Samaritana)
- 1914 - Autoportret w zbroi              (Autoritratto con l'armatura)
- 1914 - Autoportret w białym stroju      (Autoritratto con vestito bianco)
- 1914–1918 - cykl Polonia                (ciclo della "Polonia")
- 1920 - Portret mężczyzny na tle pejzażu (Ritratto di uomo con paesaggio di sfondo)

## Galleria d'immagini

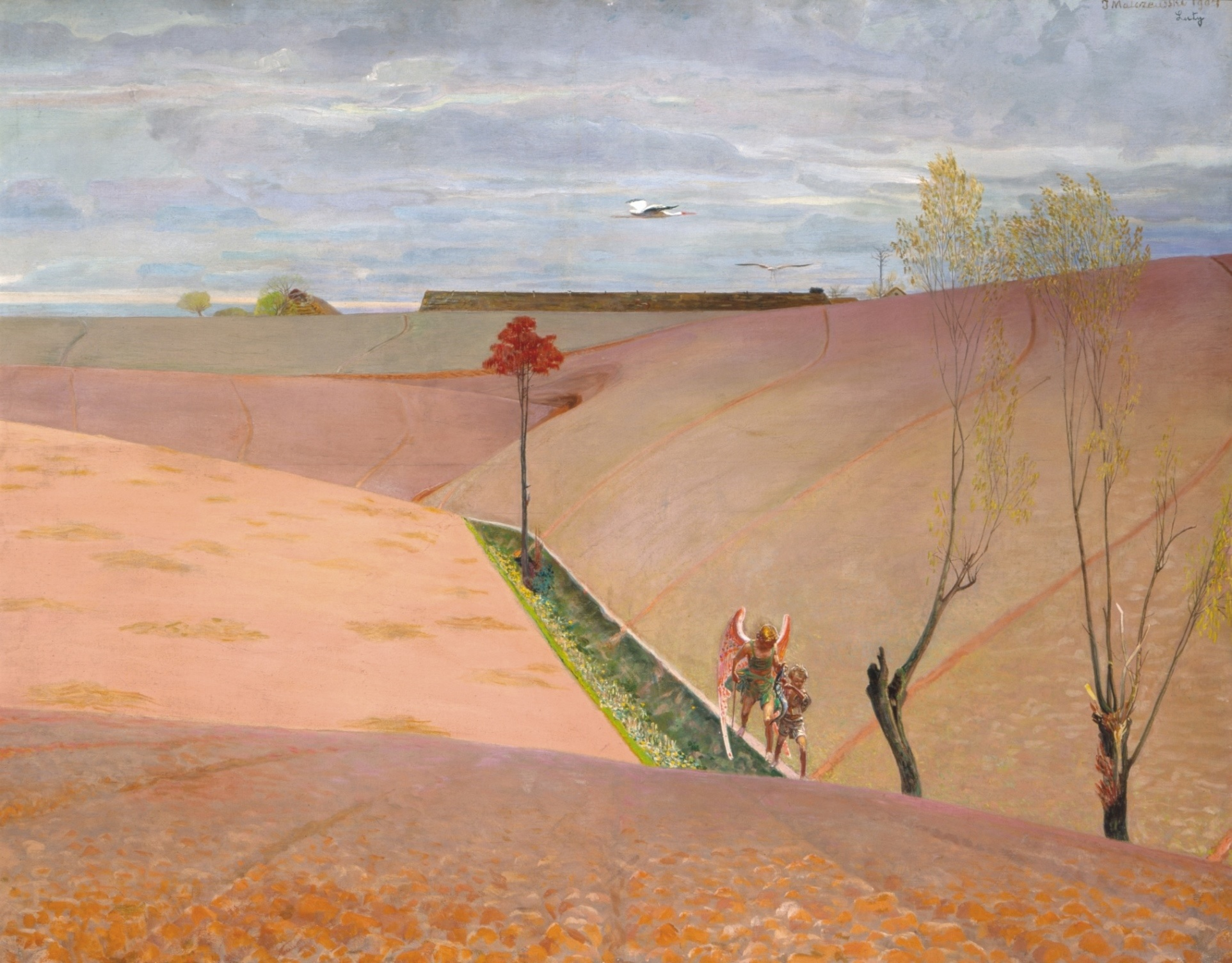
L'angelo e Tobia
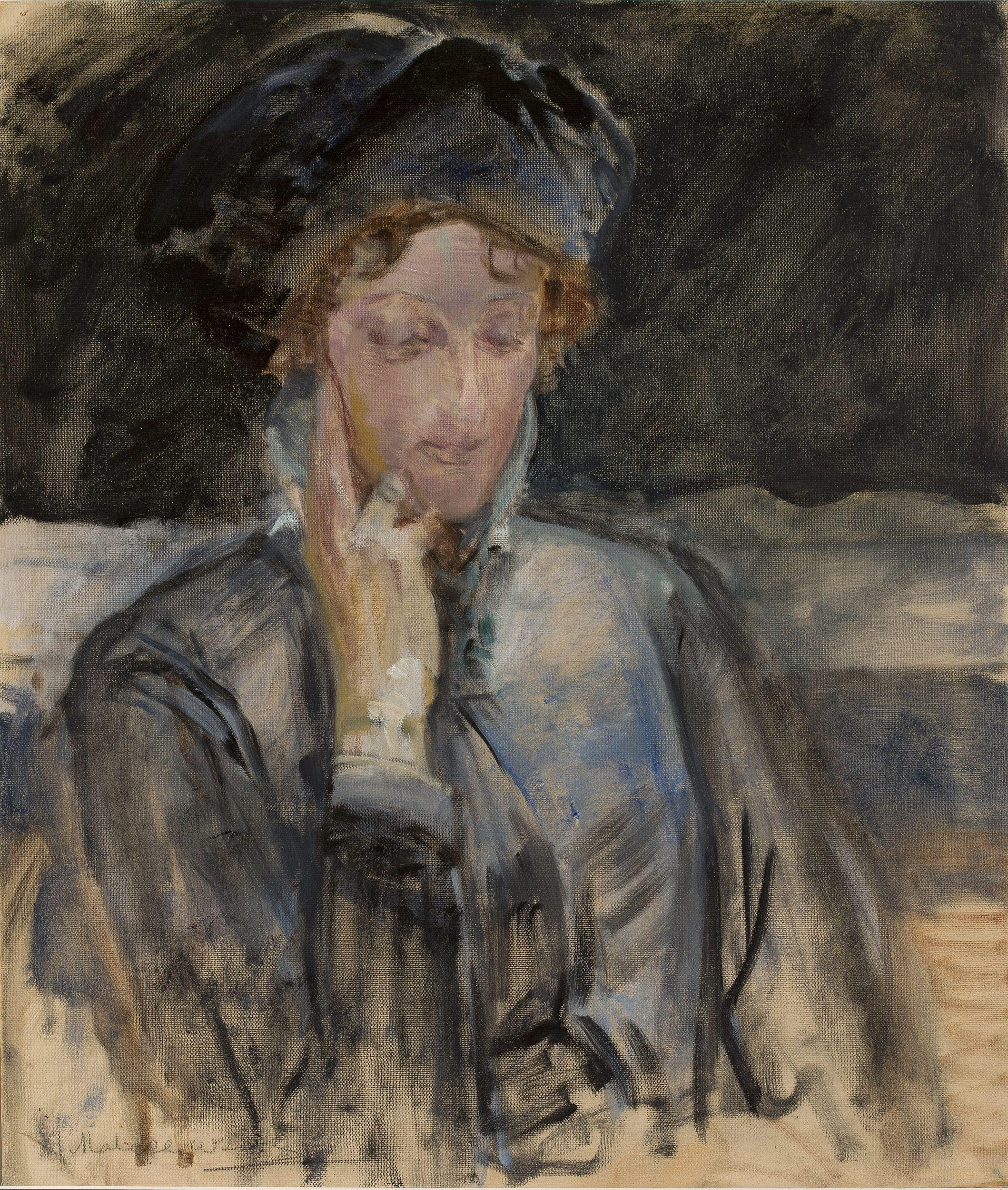
Ritratto di Maria Bal
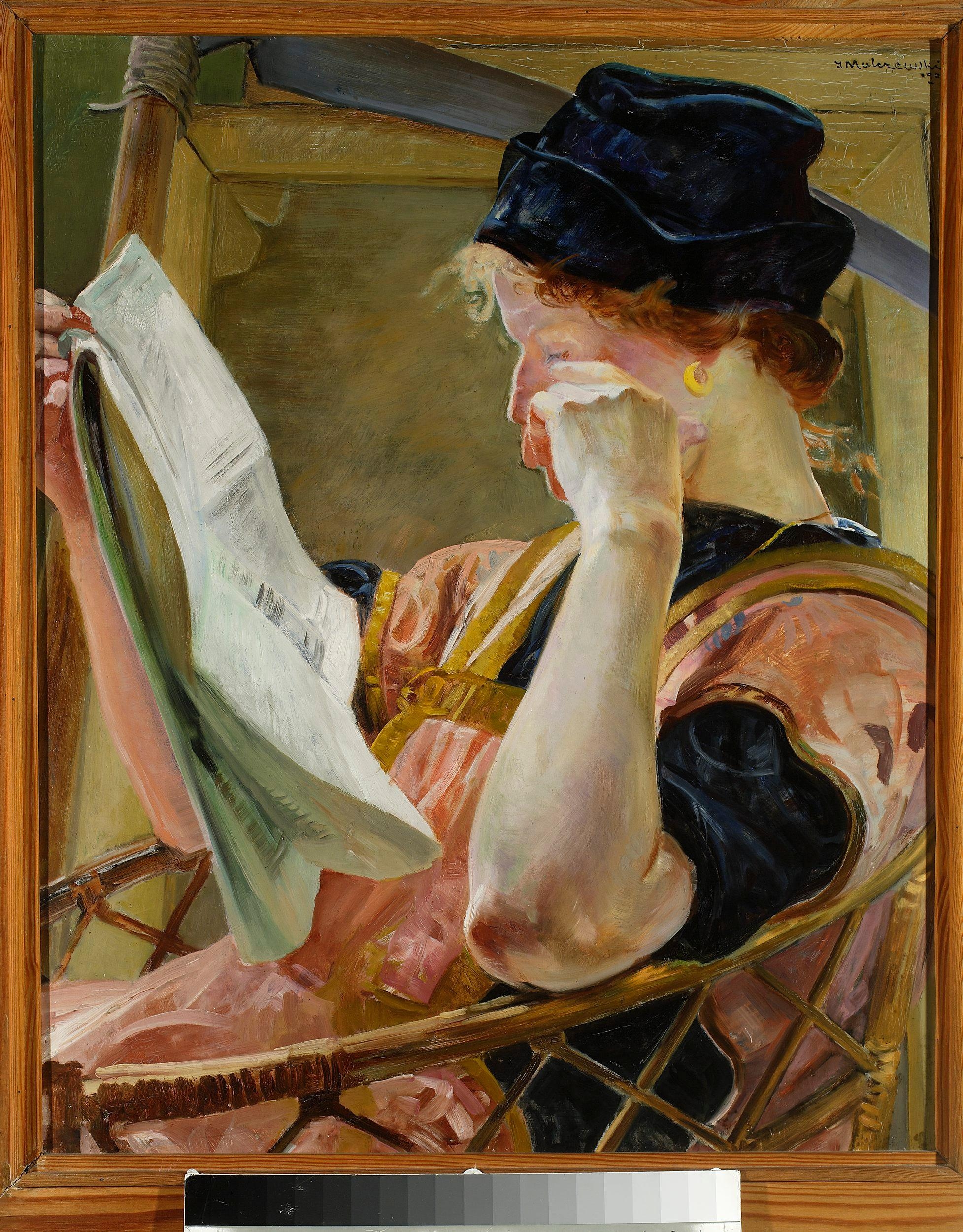
Modella
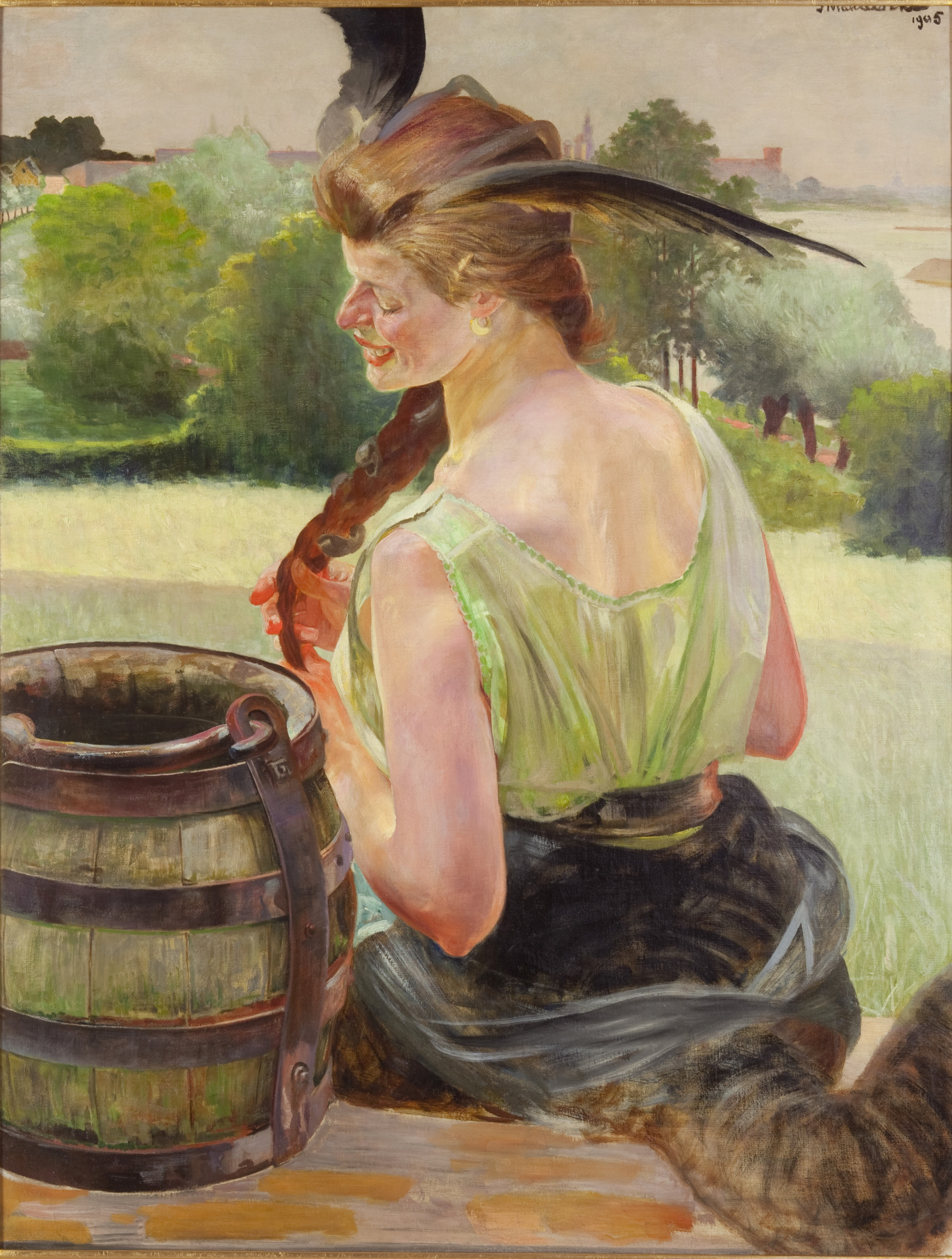
La chimera al pozzo
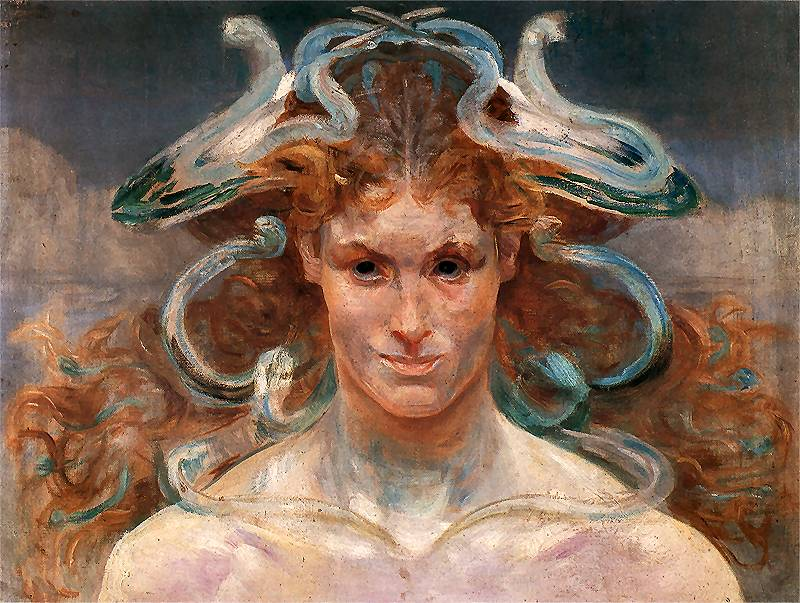
Medusa
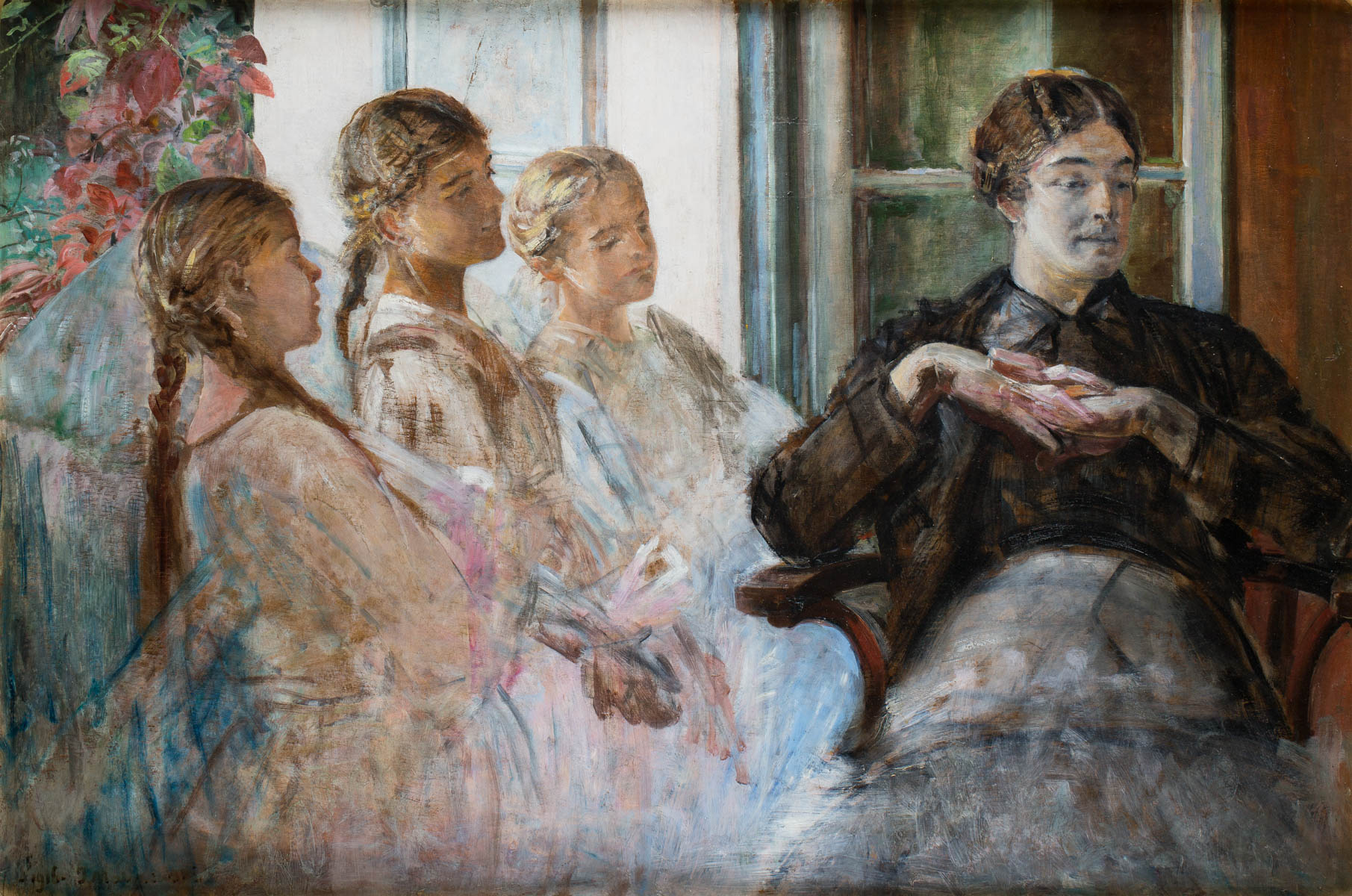
La storia di Lekcja

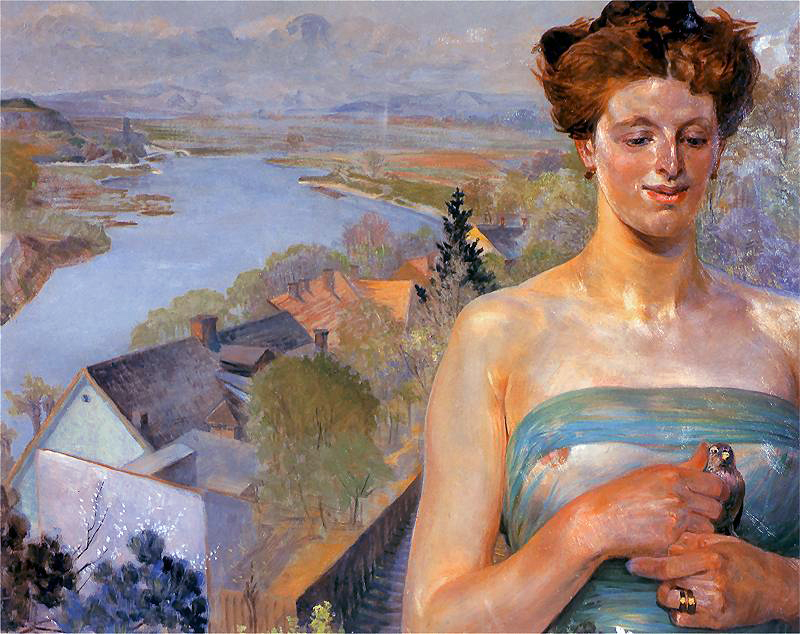
La primavera
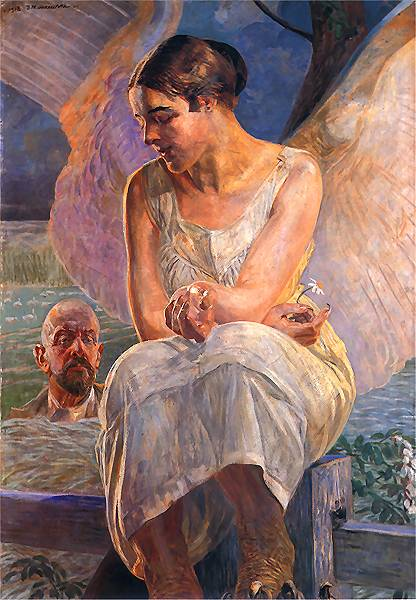
Intermezzo
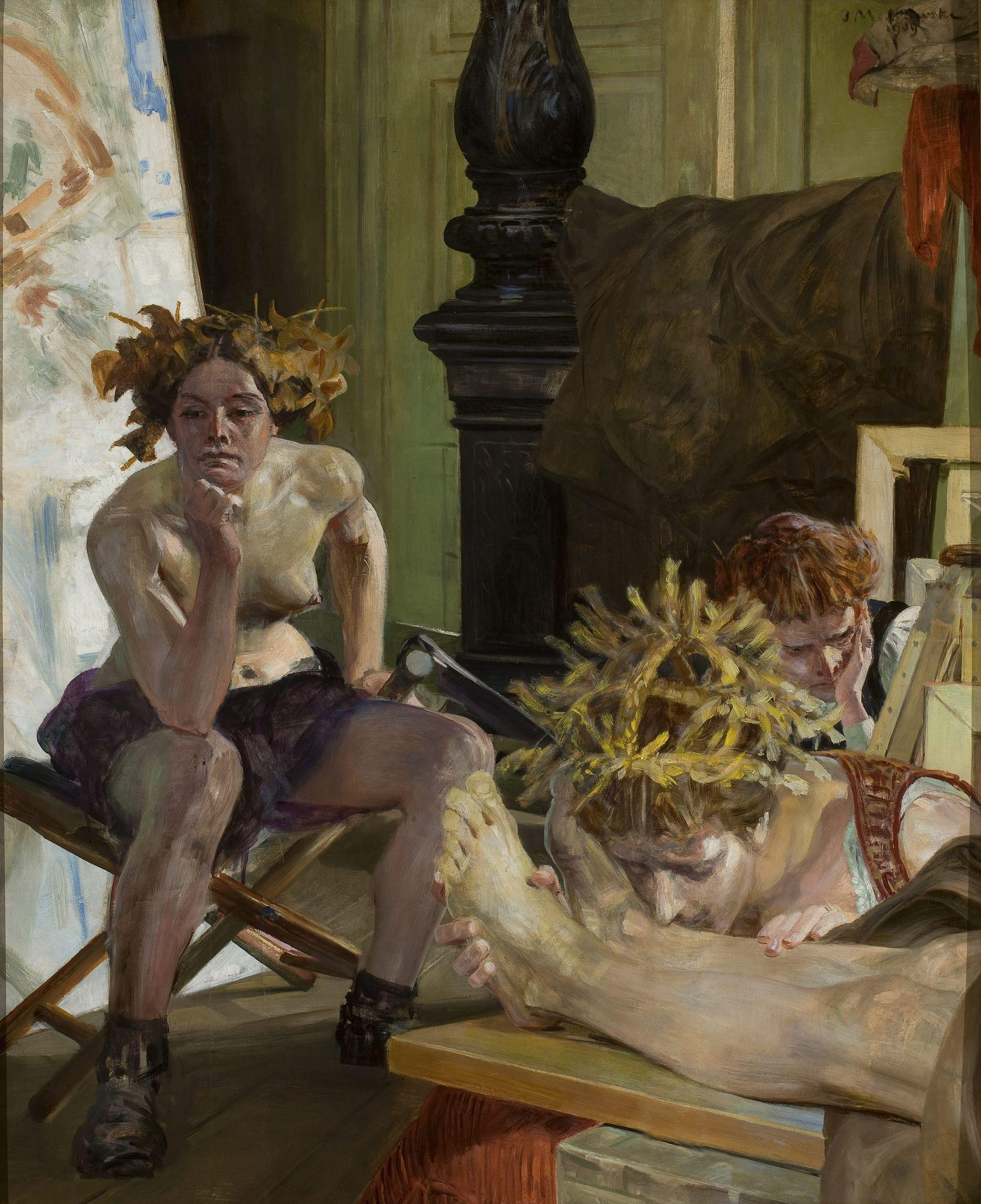
La morte dell'artista
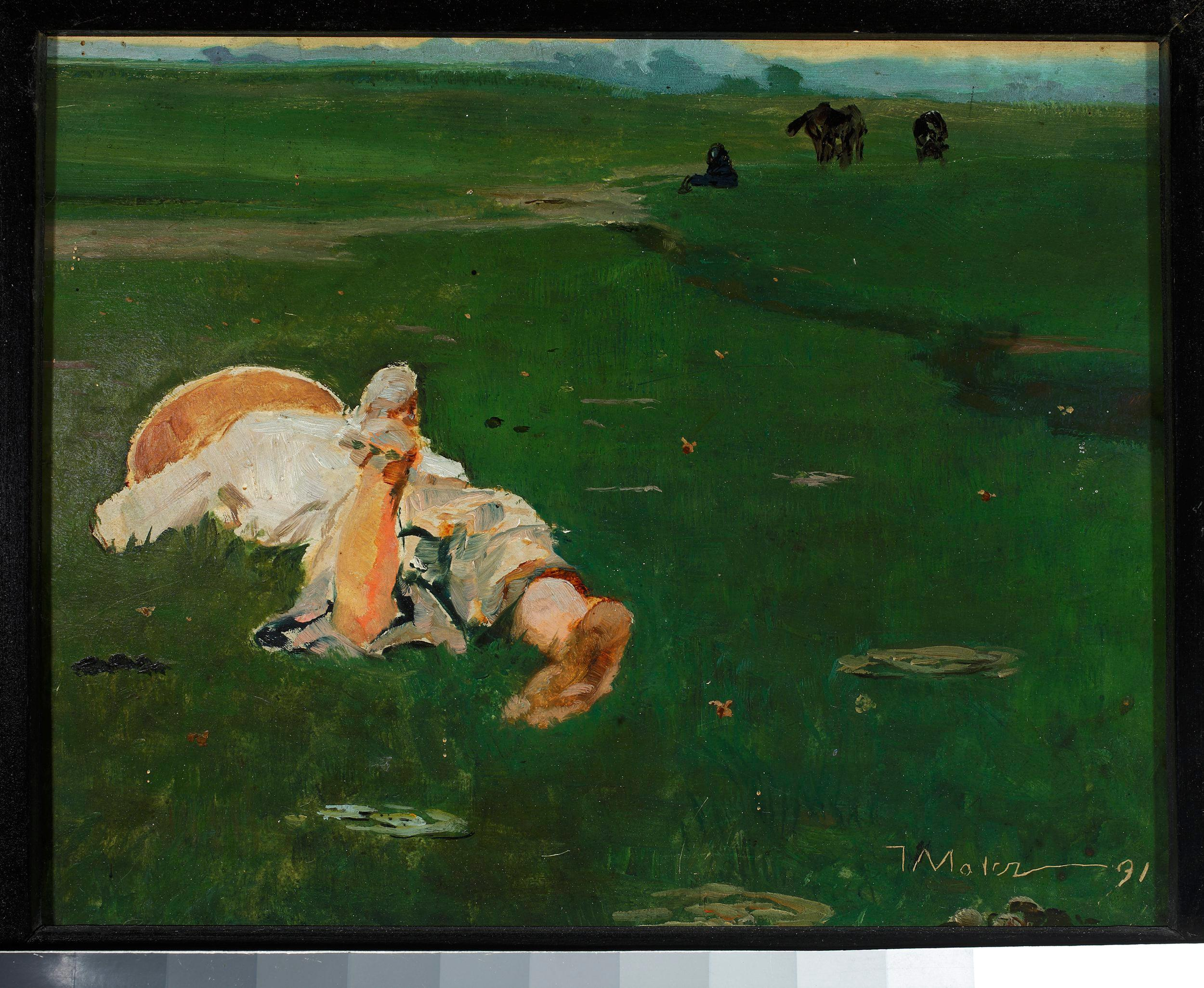
Pastorella sul prato